# Ereshkigal
Ereshkigal, la « Dame de la Grande Terre » est la déesse du monde des morts, les Enfers mésopotamiens. Elle est présente dans des récits comme la Descente d'Inanna aux Enfers ou  Nergal et Ereshkigal ou dans les Hymnes aux temples. Jusqu'à son mariage avec le dieu Nergal, elle y règne seule, dans le palais du Ganzer, coupée de toutes relations avec les vivants et les dieux d'en haut et seulement assistée de quelques autres dieux infernaux. Même si elle est une déesse importante dans le panthéon mésopotamien, seulement quelques temples et quelques rites semblent lui être dédiés.

## Étymologie et origines
Ereshkigal signifie en sumérien la « Dame (ERES) de la Grande Terre (KI GAL) ». Elle est la « Reine du monde d'en dessous », la « Reine des morts »,. Elle apparaît pour la première fois dans les Hymnes aux temples où elle semble souveraine des Enfers en même temps que son fils Ninazu. Sœur aînée de la déesse Inanna, elle est également connue comme la mère de la déesse Manungal.
D'autre part, il est fort possible d’interpréter une des nombreuses dénominations des Enfers mésopotamiens « Irkalla » comme étant à la fois le lieu des Enfers et le nom d'une divinité maîtresse des lieux. Dans une liste des dieux paléo-babylonienne, « Irkalla » est également identifié comme nom de la déesse Allatum, assimilée à Ereshkigal.
Pendant la Troisième dynastie d'Ur, Ninazu semble disparaître de la gouvernance des Enfers pour progressivement laisser le pouvoir à la déesse : Ereshkigal figure, en effet, sans Ninazu en tête des listes des dieux auxquels Gilgamesh et Ur-Nammu offrent des présents à leur entrée aux Enfers. Elle règne ensuite sans partage, au début de la période paléo-babylonienne, dans la Descente d'Inanna aux Enfers. Dans ce mythe, elle porte le deuil de son mari Gugalanna (le « Taureau du Ciel » sous sa forme populaire) et celui-ci est associé à Ereshkigal dans la liste AN = Anum (sous une forme phonétiquement similaire signifiant ici « Inspecteur des canaux du ciel ») mais semble n'avoir jamais régné sur le monde des morts.

## Reine des Enfers
Dans la Descente d'Inanna aux Enfers, Ereshkigal règne dans un « palais de lapis-lazuli », le Ganzer, et donne naissance à des enfants : les jeunes gens qui meurent sur Terre avant leur temps. Ce qui cause les douleurs d'enfantement qu'elle ressent dans la Descente d'Inanna aux Enfers. Mais pour Francis Joannès, cette affliction trouve sa source dans le malheur et la tristesse de ces humains fauchés avant qu'ils aient vécu les meilleurs moments de leur existence,. Elle règne loin de tous contacts avec les vivants, assistée par son vizir Namtar, dieu de la maladie et des épidémies, et par la scribe des Enfers, Geshtinanna, sœur de Dumuzi et parfois épouse de Ningishzida. Ereshkigal s'accompagne également des sept Anunnaki — les juges des Enfers.

## Nergal et Ereshkigal
Une lamentation de la période paléo-babylonienne fait de Nergal l'« Enlil des Enfers » et ne mentionne aucunement Ereshkigal. Cependant, une liste de dieux de la même période indique Ereshkigal sans aucun parèdre, la déesse semble y être mise en équivalence avec la déesse Allatum tandis que Nergal, indiqué plus loin dans cette même liste, est associé à la déesse Mammîtum. L'historienne Dina Katz voit dans ces deux sources l’existence de deux traditions différentes. Celle qui place Nergal à la tête des Enfers est probablement d'origine akkadienne,.
À la fin de la période paléo-babylonienne le mythe akkadien Nergal et Ereshkigal fait de Nergal l'époux d'Ereshkigal et place ainsi le dieu aux commandes du monde des morts. Cette passation de pouvoir vers une divinité masculine s'observe dans un mouvement général vers une masculinisation du panthéon mésopotamien. Cependant, le récit plus tardif de la Descente d'Ishtar aux Enfers écrit en akkadien au début du Ier millénaire av. J.-C. rétablit Ereshkigal seule sur le trône des Enfers sans qu'il y soit fait mention de Nergal alors que ce dernier est à nouveau présenté comme seul seigneur des Enfers dans le texte néo-assyrien Une vision du monde infernal.

## Temples et rituels
Associée à l'Emeslam (temple de Nergal), Ereshkigal dispose d'un temple à Kutha en Babylonie : l'Eshurugal restauré par Nabuchodonosor II. D'autres temples sont connus à Assur et à Umma. Aucun culte à Ereshkigal ne semble pourtant avoir été rendu dans ces temples, cela s'explique, sans doute, par la spécificité funèbre de la déesse principalement orientée vers le deuil perpétuel. Mais il semble, cependant, qu'au cours du IIIe millénaire av. J.-C., la déesse Ereshkigal soit célébrée au cours du quatrième jour d'un festival nommé Kizzu qui a lieu à Emar, pendant lequel une offrande lui est adressée.